# Adobo

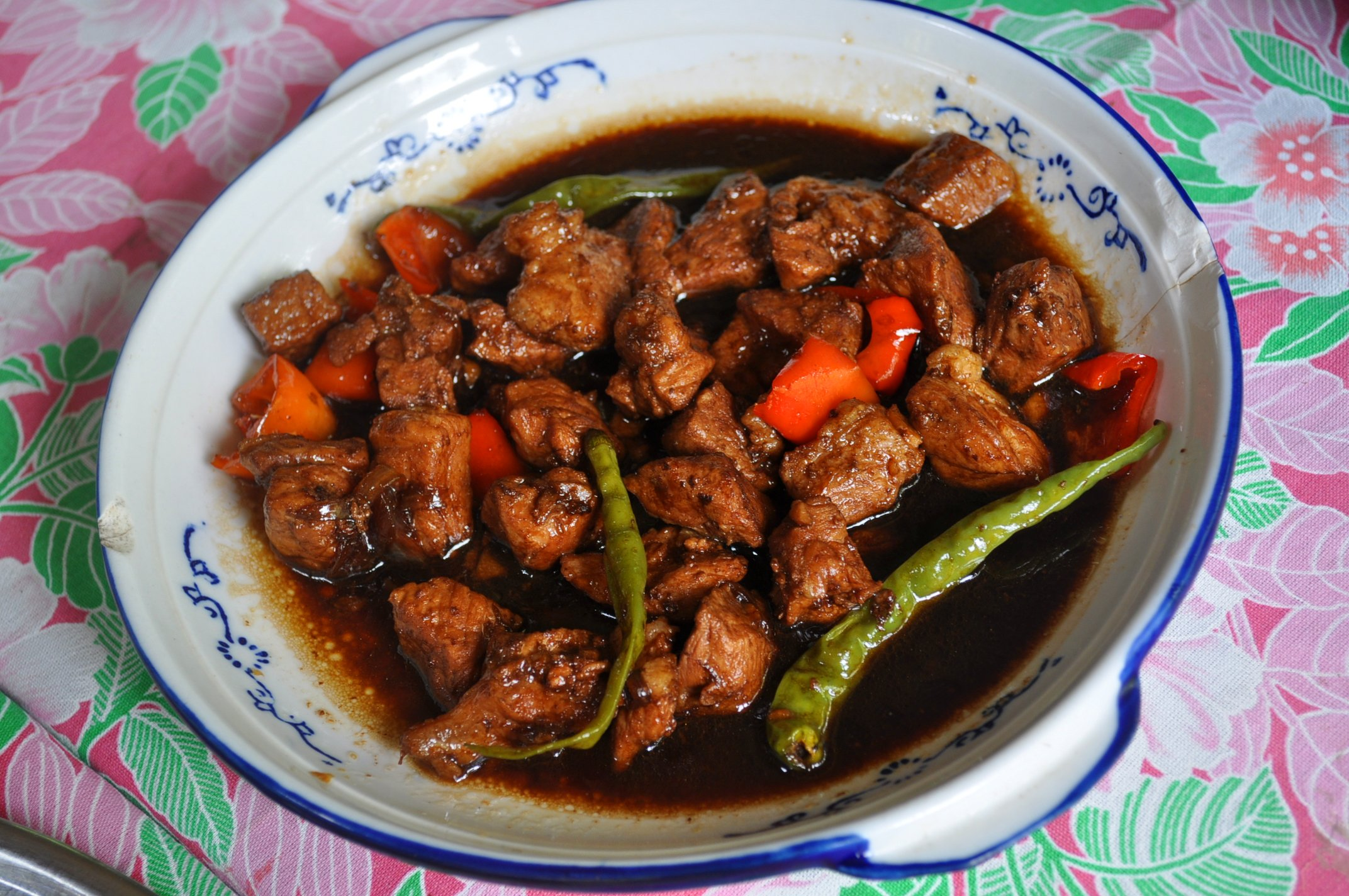
Adobo varkensvlees

Adobo is een gerecht uit de Filipijnse keuken.
Adobo wordt gemaakt van vlees gemarineerd in sojasaus en azijn, met laurierblad en knoflook. Doorgaans wordt varkensvlees gebruikt (adobo baboy) maar ook kip of eventueel groenten kunnen worden gebruikt. Het vlees wordt in de marinade gaar gesudderd totdat het vocht is ingekookt. Het gerecht wordt vervolgens opgediend met rijst.
Een gerecht dat veel op adobo lijkt is humba. 